# L'angelo custode (romanzo Robert Crais)
L'angelo custode (The Watchman) è un romanzo poliziesco di Robert Crais, pubblicato nel 2007 negli Stati Uniti. Costituisce l'undicesimo capitolo delle vicende incentrate sulla coppia di investigatori privati Elvis Cole e Joe Pike.
Nel 2008 il libro ha vinto il Premio Barry per il miglior thriller.

## Trama
Larkin, ragazza piuttosto sregolata, in piena notte tampona un'auto, arrecandole qualche danno al lato sinistro. Illesa, Larkin scende per vedere se gli occupanti dell'auto investita abbiano bisogno di aiuto. Trova una coppia sui sedili anteriori e un uomo su quello posteriore: i due uomini sono feriti e Larkin va a prendere il telefono cellulare per chiamare un'ambulanza. Ma appena si è mossa, l'auto infortunata fugge con i suoi occupanti e Larkin ha la presenza di spirito di segnare il numero di targa.
Pike viene a sapere tutto questo, quando, su raccomandazione di un suo istruttore, Bud Flynn, è ingaggiato per proteggere la ragazza. Nell'auto da lei segnalata si trovavano i coniugi King, invischiati con la locale criminalità: i due stavano trasportando un trafficante di droga (riconosciuto come Alex Meesh e braccato) e Larkin, in qualità di testimone, era in pericolo di vita. Perciò gli organi di polizia locale e federale avevano organizzato, d'accordo con il padre, di affidare Larkin a Pike e di stabilire i contatti più sicuri per proteggerla.
Ma, sin dal primo giorno, Pike deve sventare più di un tentativo di aggressione e scappare in altri luoghi che si rivelano altrettanto pericolosi. Inoltre Larkin subisce la situazione e si comporta in modo provocatorio. Dopo varie fughe, durante le quali Pike uccide (con mira infallibile) cinque sudamericani, egli chiede a Cole un aiuto e insieme raggiungono una casa in un quartiere tranquillo. Ma Pike comincia a nutrire dubbi su quanto gli è stato detto a proposito della posizione di Larkin e i sospetti si fanno concreti allorché Pike, Cole e la ragazza rinvengono i cadaveri dei King abbandonati nella loro auto, con i crani fracassati. La storia del narcotrafficante Alex Meesh si rivela falsa: Meesh è morto da cinque anni e  l'uomo ferito è in realtà un pericolosissimo terrorista, Khali Vahnich, che sembrerebbe coperto da qualcuno dello staff di difesa di Larkin.
L'indefessa attività investigativa di Cole, della stessa Larkin e di un tecnico di polizia, il dottor John Chen, svela che il funzionario Don Pittman (FBI) è stato comprato da Vahnich, ma anche un collaboratore di Conner Barkley (Gordon Kline) si è venduto a Vahnich e porta avanti un'operazione finanziaria volta a coprire il passaggio di denaro proveniente dagli stupefacenti. Pittman è presto liquidato da Pike che spara per uccidere, ma, con Vahnich è proprio Larkin che gli si consegna per un rapimento con riscatto. Ancora una volta Pike, mentre Cole e Bud impegnano i complici, riesce a colpire il terrorista e porre fine alla vicenda.
Nell'epilogo, Pike scova Kline, cui era stato possibile espatriare in Thailandia: anche questi è freddato dall'implacabile detective.

## Personaggi
- Pike (Joe), investigatore privato, socio di Cole, ex marine, ex poliziotto.
- Elvis Cole, associato a Pike, forse il più brillante investigatore privato di Los Angeles.
- Bud Flynn, ex agente, ex istruttore di Joe Pike: lo ha consigliato a Barkley per la sicurezza della figlia.
- Don Pitman, agente dell'FBI.
- John Chen, della polizia di Los Angeles: tecnico.
- Larkin (Larkin Conner Barkley), giovane e bellissima figlia di un miliardario di Los Angeles.
- Conner Barkley, padre di Larkin.
- Gordon Kline, associato a Barkley, gode della sua fiducia.
- i King (George ed Elaine), coniugi investiti nella loro auto da Larkin.
- Alex Meesh, presunto passeggero dei King, in realtà è morto da anni.
- Khali Vahnich, criminale: domina il traffico di droga per finanziare il terrorismo.
- vari criminali ecuadoreñi.

## Edizioni in italiano
- Robert Crais, L'angelo custode, traduzione di Annamaria Raffo, Milano: Mondadori, 2008
- Robert Crais, L'angelo custode, traduzione di Annamaria Raffo, Milano: Oscar Mondadori, 2009